# 克勞福德冰川
70°53′S 163°13′E / 70.883°S 163.217°E
克勞福德冰川是南極洲的冰川，位於維多利亞地的彭內爾海岸，流經探險者山脈東坡，最終在普拉蒂珀斯嶺以南注入利利冰川，美國地質調查局根據測量和該國海軍的空中照片繪入地圖。